# Internazionali Femminili di Palermo 2019
Internazionali Femminili di Palermo 2019 - жіночий професійний тенісний турнір, що проходив на відкритих кортах з ґрунтовим покриттям Country Time Club у Палермо (Італія). Проходив у рамках Туру WTA 2019. Відбувсь удвадцятьсьоме і тривав з 22 до 28 липня 2019 року. Турнір повернувся в Тур WTA після п'ятирічної переви (2014–2018).

## Учасниці основної сітки в одиночному розряді

### Сіяні
| Країна     | Гравчиня            | Рейтинг1 | Сіяна |
| ---------- | ------------------- | -------- | ----- |
| Нідерланди | Кікі Бертенс        | 5        | 1     |
| Франція    | Алізе Корне         | 48       | 2     |
| Словаччина | Вікторія Кужмова    | 54       | 3     |
| Словенія   | Тамара Зіданшек     | 57       | 4     |
| Франція    | Полін Пармантьє     | 75       | 5     |
| Німеччина  | Лаура Зігемунд      | 77       | 6     |
| Іспанія    | Сара Соррібес Тормо | 87       | 7     |
| Швейцарія  | Джил Тайхманн       | 90       | 8     |

- Рейтинг подано станом на 15 липня 2019

### Інші учасниці
Нижче наведено учасниць, які отримали вайлдкард на участь в основній сітці:
- Сара Еррані
- Джулія Гатто-Монтіконе
- Мартіна Тревізан

Учасниця, що потрапила в основну сітку завдяки захищеному рентингові:
- Анна-Лена Фрідзам

Учасниці, що потрапили до основної сітки як особливий виняток:
- Мартіна ді Джузеппе

Нижче наведено гравчинь, які пробились в основну сітку через стадію кваліфікації:
- Габріела Се
- Elisabetta Cocciaretto
- Джеймі Форліс
- Амандін Есс
- Тереза Мрдежа
- Джессіка П'єрі

Такі тенісистки потрапили в основну сітку як Щасливі лузери:
- Георгіна Гарсія Перес
- Liudmila Samsonova
- Фанні Штоллар

### Знялись з турніру
До початку турніру
- Тімеа Бачинскі → її замінила  Liudmila Samsonova
- Мона Бартель → її замінила  Аранча Рус
- Альона Большова → її замінила  Антонія Лоттнер
- Мартіна ді Джузеппе → її замінила  Фанні Штоллар
- Юлія Гергес → її замінила  Ірина-Камелія Бегу
- Полона Герцог → її замінила  Лара Арруабаррена
- Менді Мінелла → її замінила  Георгіна Гарсія Перес
- Кароліна Мухова → її замінила  Паула Бадоса
- Анна Кароліна Шмідлова → її замінила  Стефані Фегеле
- Ч Шуай → її замінила  Екатеріне Горгодзе

### Знялись
- Антонія Лоттнер (хворобу шлунково-кишкового тракту)

## Учасниці основної сітки в парному розряді

### Сіяні
| Країна    | Гравчиня              | Країна   | Гравчиня        | Рейтинг1 | Сіяна |
| --------- | --------------------- | -------- | --------------- | -------- | ----- |
| Швеція    | Корнелія Лістер       | Чехія    | Рената Ворачова | 170      | 1     |
| Іспанія   | Георгіна Гарсія Перес | Угорщина | Фанні Штоллар   | 204      | 2     |
| Австралія | Дарія Гаврилова       | КНР      | Пен Шуай        | 239      | 3     |
| Італія    | Giorgia Marchetti     | Бразилія | Лаура Пігоссі   | 316      | 4     |

- 1 Рейтинг подано станом на 15 липня 2019

### Інші учасниці
Нижче наведено пари, які отримали вайлдкард на участь в основній сітці:
- Federica Bilardo /  Dalila Spiteri
- Elisabetta Cocciaretto /  Federica Rossi

### Знялись з турніру
До початку турніру
- Мартіна ді Джузеппе (вірусне захворювання)

### Знялись
Під час турніру
- Розалі ван дер Гук (хворобу шлунково-кишкового тракту)

## Переможниці

### Одиночний розряд
- Джил Тайхманн —  Кікі Бертенс, 7–6(7–3), 6–2

### Парний розряд
- Корнелія Лістер /  Рената Ворачова —  Екатеріне Горгодзе /  Аранча Рус, 7–6(7–2), 6–2